# Carl Haeberlin (Mediziner)

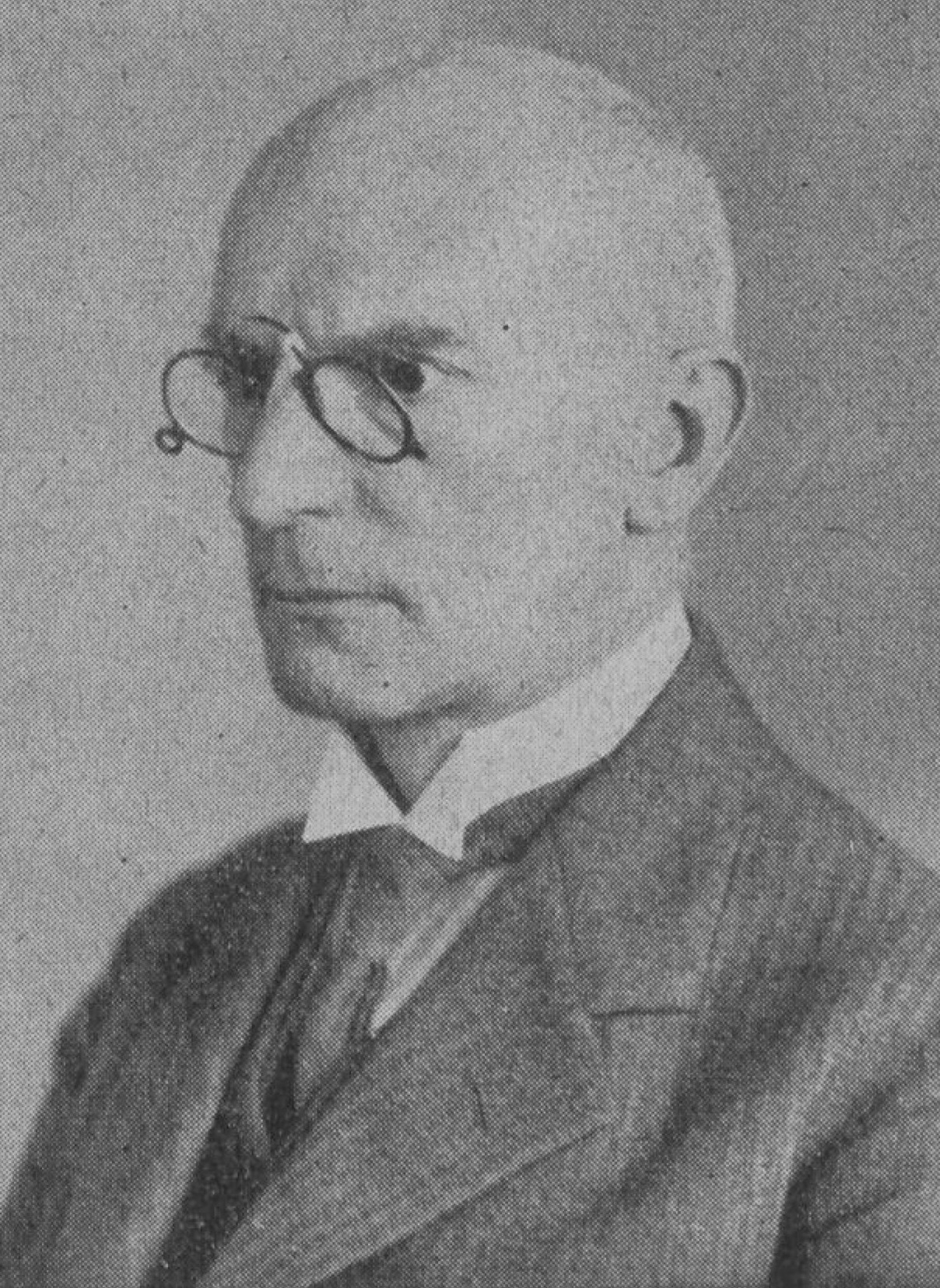
Carl Haeberlin, um 1940

Carl Haeberlin (* 15. Dezember 1870 in Ranchi, Indien; † 12. November 1954 in Wyk auf Föhr) war ein deutscher Arzt und  Heimatforscher. Er gründete das nach ihm benannte Dr. Carl-Haeberlin-Museum (Friesenmuseum) in Wyk auf Föhr. 

## Leben und Werk
Haeberlin wurde als Sohn eines evangelischen Missionars in Indien geboren. Die Familie kehrte 1873 nach Deutschland in den Schwarzwald zurück und siedelte sich in Schwaben an, wo Haeberlin seine Jugendzeit verbrachte. Er besuchte Gymnasien in Ludwigsburg, Stuttgart und Heilbronn.
Er studierte Medizin in Göttingen, München und Tübingen, wo er 1895 das Staatsexamen ablegte und promovierte. Seinen Militärdienst leistete er in Straßburg. Danach war er in Tübingen und Stuttgart als Assistenzarzt tätig, bevor er eine psychiatrische Studienreise nach Paris unternahm. 1902 siedelte er nach Wyk auf Föhr über und eröffnete dort eine Arztpraxis. Im selben Jahr wurde er Mitbegründer und Vorsitzender des Naturwissenschaftlich-kulturhistorischen Vereins Föhr. Neben seiner Tätigkeit als Badearzt beschäftigte Haeberlin sich auch intensiv mit der Meeresheilkunde, naturwissenschaftlichen Themen und volkskundlicher Forschung. Zudem war er Mitglied einer Druiden-Loge.
1906 veröffentlichte Haeberlin die Wyker Chronik anlässlich des 200-jährigen Bestehens des Ortes, 1919 die Chronik des Seebades Wyk zum 100-jährigen Bestehen des Seebades.
Das Heimatmuseum von Wyk (heute: Friesenmuseum) im Ortsteil Boldixum, das er 1906 initiiert und 1908 gegründet hatte und das sich mit Brauchtum, Geschichte, Volkskunst und der früheren Lebensweise auf der Insel beschäftigt, wurde 1927 in Anerkennung seiner Dienste nach ihm benannt. In der Ausstellung befinden sich unter anderem Exponate aus der Wikingerzeit, der Seefahrt, Gemälde mit lokalen Motiven – unter anderem Werke des Föhrer Malers Paul Lehmann-Brauns.
Mit Carl Gmelin beteiligte er sich seit 1925 am Aufbau der bioklimatischen Forschungsanstalt in Wyk, die 1928 eingeweiht wurde.
Haeberlins Witwe Leonore starb am 27. April 1994 in Wyk auf Föhr im Alter von 94 Jahren.

## Ehrungen
- 1940: Carl-Haeberlin-Straße in der Altstadt von Wyk auf Föhr
- 1946: Ehrenprofessur, verliehen durch den Ministerpräsidenten von Schleswig-Holstein
- 1954: Großes Bundesverdienstkreuz

## Schriften (Auswahl)
- Drei Fälle von Blasenmole. Laupp, Tübingen 1895 (Tübingen, Univ., Diss., 1895).
- Hrsg.: Dr. Christoph Wilhelm Hufelands Makrobiotik: oder die Kunst, Gesundheit zu erlangen und das menschliche Leben zu verlängern. Visarius, Recklinghausen 1900 (Visarius-Bücher; 17).
- Beiträge zu einer Chronik des Fleckens Wyk: zum 200jährigen Stadtjubiläum. Krüger, Wyk auf Föhr 1906.
- Führer durch das Friesen-Museum zu Föhr: Beitrag zur Ethnographie und Naturkunde der Insel. Krüger, Wyk auf Föhr 1906 (Föhrer Heimatbücher; 1).
- Der Rückgang der seemännischen Bevölkerung auf den nordfriesischen Inseln. Druck von J. G. Jebens Nachfolger, Husum 1906.
- Volkstrachten der nordfriesischen Inseln vom Anfang des 18. bis Anfang des 19. Jahrhunderts. Mohr & Dutzauer, Leipzig 1909 (Föhrer Heimatbücher; 3).
- Die Kinder-Seehospize und die Tuberkulose-Bekämpfung. Klinkhardt, Leipzig 1911.
- Chronik des Seebades Wyk-Föhr: 1819–1919. Wyk auf Föhr 1919 (Digitalisat).
- Inselfriesische Volkstrachten vom XVI. bis XVIII. Jahrhundert. In: Zeitschrift der Gesellschaft für Schleswig-Holsteinische Geschichte. Bd. 56 (1927), S. 170–252 (Digitalisat).
- mit Friedrich Roeloffs: Bunte Bilder aus der Föhrer Kulturgeschichte. Verlag des Vereins für Heimatkunde der Insel Föhr, Wyk auf Föhr 1927 (Föhrer Heimatbücher; 15).
- Inselfriesische Volkstrachten vom 16. bis 18. Jahrhundert: 2. Teil. In: Zeitschrift der Gesellschaft für Schleswig-Holsteinische Geschichte. Bd. 59 (1930), S. 433–456.
- Der heutige Stand der Meeresheilkunde: Vortrag. Wyk auf Föhr 1930.
- mit Paul Perlewitz: Klima-Atlas für die Meeresheilkunde an der deutschen Seeküste. Griese, Hamburg 1932.
- mit Günter Krauel: Die Kur an den deutschen Seeküsten und ihre Wirkung: nach den Ergebnissen der klimato-physiologischen Forschung dargestellt. Griese, Hamburg 1933.
- mit G. Albanus: Lehrbuch der Meeresheilkunde. Urban & Schwarzenberg 1935.
- mit W. Goeters: Grundlagen der Meeresheilkunde. Thieme, Stuttgart 1954.